# Castello di Palo

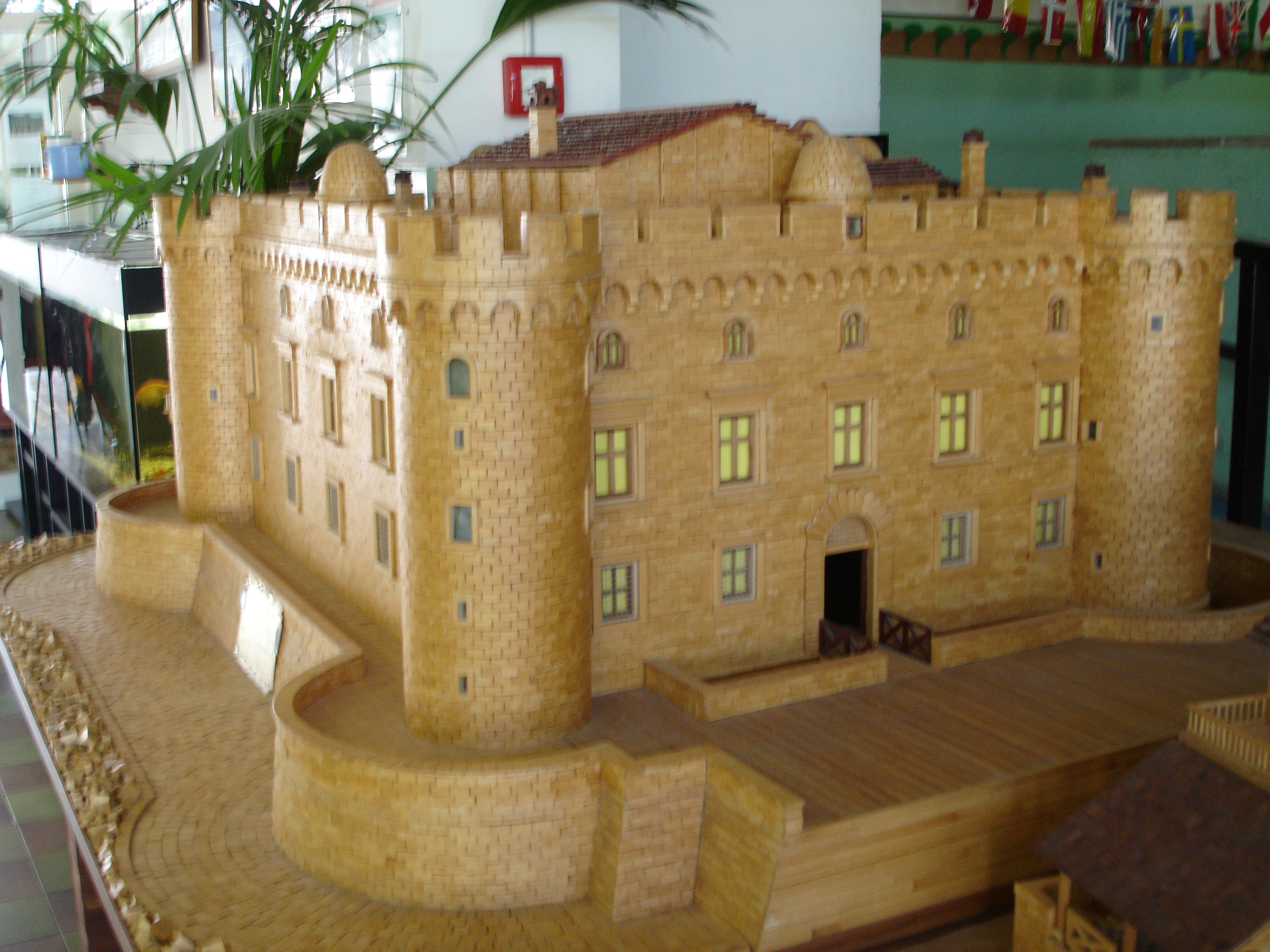
Modellino del castello di Palo

Il castello di Palo è una fortificazione di epoca medievale situata a Palo Laziale, comune di Ladispoli (RM).

## Storia
Le prime notizie di un insediamento fortificato si hanno nel 1132 quando truppe genovesi occuparono una cittadina vicina. Ma è nel 1330 che viene per la prima volta citato un Castrum Pali, di proprietà del Monastero di San Saba e poi affidato agli Orsini. Durante il suo primo periodo il castello ebbe molti proprietari tra cui: Francesco Orsini, Papa Alessandro VI (Borgia), Felice Della Rovere Orsini, i Papi Paolo III e Sisto V, i Cardinali Flavio Orsini e Virginio Orsini.
Nel 1693 Flavio e Lelio Orsini vendettero la proprietà a Livio Odescalchi i cui discendenti tuttavia vendettero il castello: dapprima fu comprato dal Duca Grillo di Genova e poi dal Marchese Carlo Loffredo di Trevico. Successivamente nel 1780 il castello fu ricomprato dalla famiglia Odescalchi, gli attuali proprietari.